# Мурейбет
Мурейбет или Мурайбат — археологический памятник в средней части Евфрата на территории Сирии. Был населён в период 12—8 тыс. до н. э. Это одно из древнейших сельскохозяйственных поселений, где существовали одомашненные растения. Таким образом, Мурейбет является одним из первых памятников докерамического неолита А.
В 1971 году Жак Ковен из французского Национального центра научных исследований начал раскопки Мурейбета и обнаружил четыре основных археологических слоя, начиная с докерамической и досельскохозяйственной поздней натуфийской культуры. Ковен обнаружил, что обитатели наиболее древних слоёв Мурейбета жили в круглых домах из небольших кусков известняка, скрепленных глиной. В более поздних слоях дома уже прямоугольные. Поселение эволюционировало от эксплуатации дикорастущих растений к культивации злаков: в Мурейбете обнаружены зерна примитивной пшеницы-однозернянки, также местные жители выращивали горох и ячмень.
Раскопки были вскоре завершены в связи с созданием в 1973 году водохранилища Эль-Асад.
Артефакты из Мурейбета, в том числе массивные статуэтки богини, хранятся в Национальном музее древностей в Дамаске. Среди артефактов — счётные значки (counting tokens), аналогичные обнаруженным в ряде других древних поселений Ближнего Востока. Счётные значки были древнейшей знаковой системой для передачи конкретной информации задолго до создания письменности.
По Мурейбету названа археологическая мурейбетская культура, к которой, помимо собственно Мурейбета, относились и другие памятники, в том числе Джерф-эль-Ахмар.
Дальним потомком мурейбетской культуры является анатолийская культура Фикиртепе.